# 卢嫩
卢嫩（荷蘭語：Loenen）是荷兰乌得勒支省的一个旧市镇。
2011年1月1日，卢嫩与马尔森和布勒克伦合并为新市镇“斯蒂赫策费赫特”（Stichtse Vecht）。